# Alocasia inornata
Alocasia inornata är en kallaväxtart som beskrevs av Hallier f. Alocasia inornata ingår i släktet Alocasia och familjen kallaväxter. Inga underarter finns listade.